# Agustín Pichot
Agustín Pichot (* 22. srpna 1974, Buenos Aires) je bývalý argentinský ragbista, který hrál jako mlýnová spojka. V roce 2011 byl jmenován do Světové síně ragbyové slávy. Za Argentinu odehrál 71 zápasů a připsal si 60 bodů. Na MS 2007 skončil jako kapitán se svou zemí třetí. Třetí skončil i na MS 2001 se sedmičkovou reprezentací jako kapitán. V roce 2000 a 2010 dostal cenu pro nejlepšího argentinského hráče desetiletí.
V roce 1995 se stal vítězem argentinské ligy s klubem CASI. V roce 2004 a 2007 vyhrál jako kapitán francouzskou ligu se Stade Francais. 
Má podíl na tom, že Argentina hraje od roku 2012 Rugby Championship a na tom, že sedmičkové ragby je od roku 2016 olympijský sport. Od roku 2016 do roku 2020 byl místopředseda světové ragbyové asociace. V srpnu 2016 a 2018 byl časopisem Rugby World vyhlášen nejvlivnějším člověkem ve světovém ragby.

## Klubová kariéra
- 1992 - 1997 CASI
- 1997 - 1999 Richmond
- 1999 - 2003 Bristol
- 2003 - 2007 Stade Francais
- 2007 - 2008 Racing 92
- 2008 - 2009 Stade Francais